# Deschutes
Deschutes az Amerikai Egyesült Államok északnyugati részén, Oregon állam Deschutes megyéjében elhelyezkedő önkormányzat nélküli település.